# بيترس سباركس
بيترس سباركس (بالإنجليزية: Beatrice Sparks)‏ هي كاتِبة أمريكية، ولدت في 15 يناير 1917 في مقاطعة كوستير في الولايات المتحدة، وتوفيت في 25 مايو 2012 في بروفو في الولايات المتحدة.